# クサマルハチ
クサマルハチ(Gymnosphaera denticulata)は、日本、琉球諸島、台湾、中華人民共和国南部、香港、海南省が原産の木生シダである。高度600m以上の森林、川の土手、森林辺縁部等で育つ。種小名のhancockiiは、日本、中華人民共和国、東南アジア等で多くの植物を収集したウィリアム・ハンコック（1847年-1914年）を記念したものである。

## 形態
クサマルハチの幹は、伏すか、短く直立する。羽葉は二回羽状か三回羽状で、長さ1.5mになる。特徴として、最も低い羽片を通常欠いている。葉軸や葉柄は光沢があり、茶色から紫-濃茶色である。表面は鱗片や毛に覆われている。鱗片は茶色、線形で、基部が丸い。小羽片の中央脈の両側に2列に並び、包膜を欠く。

## 栽培
非常に稀であるが、栽培されている。軽い霜の中でも生きられるが、栄養のある腐植土があり、他の木の陰の下が理想的である。良く水をやり、継続的に湿気を与えることが必要である。